# Patrioter (film)
Patrioter (engelska: Patriot Games) är en amerikansk thriller från 1992 baserad på romanen med samma namn av Tom Clancy. Filmen hade amerikansk premiär den 5 juni 1992 och är regisserad av Phillip Noyce.
I filmen spelas Jack Ryan av Harrison Ford och Jacks fru dr Cathy Muller Ryan av Anne Archer.

## Handling
Med tiden som underrättelseagent bakom sig har den förre CIA-analytikern Jack Ryan rest tillsammans med fru och barn på semester till London. När Ryan skall möta sin familj utanför Buckingham Palace hamnar han mitt i en terroristattack av IRA som är riktad mot Lord Holmes, minister för Nordirland och släkting till kungafamiljen. Ryan hjälper till att stoppa angriparna. Ryan hyllas för sin insats som en hjälte och tilldelas ett kommendörstecken i Victoriaorden. Men Ryans modiga ingripande gör honom till måltavla i terroristens ögon, vars yngre bror Ryan råkade döda. 
Terroristen döms till fängelse men lyckas fly och tänker ta sig till USA för att utkräva sin hämnd. Ryan måste nu ge sig in i hetluften igen för att rädda sin familj.

## Rollista
- Harrison Ford – Jack Ryan
- Anne Archer – dr Caroline "Cathy" Ryan
- Patrick Bergin – Kevin O'Donnell
- Sean Bean – Sean Miller
- Thora Birch – Sally Ryan
- James Fox – Lord William Holmes
- Ellen Geer – Mary Pat Foley
- Samuel L. Jackson – Lieutenant Commander Robby Jackson
- Polly Walker – Annette
- J. E. Freeman – Marty Cantor
- James Earl Jones – Admiral James Greer
- Richard Harris – Paddy O'Neil
- Alex Norton – Dennis Cooley
- Hugh Fraser – Geoffrey Watkins
- David Threlfall – Inspector Robert Highland
- Alun Armstrong – Sergeant Owens

## Bakgrund
Efter framgången med Jakten på Röd Oktober så betalde Paramount Pictures 2,5 miljoner USD för att säkra filmrättigheterna för ytterligare två Tom Clancy-romaner och för Paramount var det en uttrycklig prioritet med fler Jack Ryan filmer. Meningen var ursprungligen att Alec Baldwin skulle återvända i huvudrollen, men dennes deltagande i en uppsättning av Linje Lusta på Broadway gjorde att det blev en schemakonflikt. 1991 meddelades det att Harrison Ford istället övertagit huvudrollen med ett kontrakt på tre filmer i serien.
En stor del av filmen inspelades i London och vid Pinewood Studios. Några av inspelningsplatserna i USA var United States Naval Academy i Annapolis, Maryland samt vid CIA:s högkvarter. Vid den senare var det första gången en spelfilm gavs tillstånd att filma inne på CIA:s område.